# 柴郡猫
柴郡貓（英語：The Cheshire Cat），又译作歙縣貓、笑脸猫或妙妙貓，是英國作家路易斯·卡罗文學作品《爱丽丝梦游仙境》中的貓，以特殊的笑容著稱。1865年版的柴郡貓插圖常常作為愛麗絲系列的代表圖樣。即使牠身體消失，仍能在空氣中留下一抹露齒的笑容。

## 故事
柴郡貓初登場於《爱丽丝梦游仙境》的第六章，是公爵夫人的貓，當小愛麗絲好奇地詢問公爵夫人為何這隻貓會笑時，對方卻宣稱大多數的貓都會笑。之後，愛麗絲便跟柴郡猫談起天來，柴郡猫還告訴了她瘋帽客和三月兔居住的地方。
第八章，柴郡猫再次出現於紅心王后的球場上，紅心國王見到這隻貓後便想要把它趕走，而王后則認為應該砍掉它的頭，這隨之引發了一激烈的爭辯，王后、國王與劊子手三人為了如何砍掉沒有身子的柴郡猫的頭而爭吵著，而在旁的柴郡猫則逐漸消失不見，徒留一抹微笑飄盪在空中。

## 原型
在小說創作前，英格蘭就已有俗諺「笑得跟柴郡貓一樣」（grin like Cheshire cat）。十八世紀的英格蘭古籍商Francis Grose在他1788年的編作《A Classical Dictionary of the Vulgar Tongue》中提到：
Cheshire cat. He grins like a Cheshire cat; said of any one who shows his teeth and gums in laughing.
柴郡貓 他笑得像隻柴郡貓。 形容人笑得牙齒跟牙齦都露出來。
稍晚，諷刺作家John Wolcot（筆名Peter Pindar）在1792年的《Pair of Lyric Epistles》裡寫到：
"Lo, like a Cheshire cat our court will grin."
「看，咱們庭上會笑得像隻柴郡貓。」
到了十九世紀，薩克萊在1855年的小說《紐康家》（The Newcomes）有這樣的對白：
"That woman grins like a Cheshire cat."
「那女人笑得像隻柴郡貓。」
關於「笑得像隻柴郡貓」典故從何而來，有幾種不同的說法。卡羅的家鄉即是英國柴郡，當時柴郡用來製作乾酪的模子就是一隻微笑小貓作為造型的；亦有說法稱，由於柴郡盛產牛奶與鮮奶油，因此當地的貓就笑得特別開心。
1853年，作家Samuel Maunder提出這樣的說法：
柴郡貓起源於仕紳Edward Poore爵士的家徽，可能是獅子、老虎或類似的動物。當地畫家試圖把徽章畫在酒館招牌上，但畫獅不成反類貓，因此被取了許多戲謔的名字。 在威爾特郡Pewsey和迪韋齊斯之間的Charlton村也發現類似的案例。 村裡路邊的一家酒館俗稱查爾頓的貓（The Cat at Charlton）。
根據1870年的《Brewer's Dictionary》：「這句話從來沒有令人滿意的解釋，但據說以前在柴郡販售的乳酪做得像隻像在咧嘴笑的貓，這些乳酪通常從貓尾開始切下來食用，因此最後就會剩下貓頭。」
愛麗絲·李道爾飼養的一隻貓亦可能為柴郡貓的靈感來源之一，這隻貓喜歡待在牛津大學基督堂學院內的一棵栗樹上，卡羅在工作時常看到牠:28。

## 改編
在2010年電影及其續集裡，柴郡猫由英國演員史蒂芬·弗萊配音。

## 其他影響
一顆1990年11月23日發現的小行星被以柴郡猫的名字命名為「6042柴郡猫」。
前俄國副總理德米特里·科扎克常被比喻为“柴郡猫”（俄語：Чеширский кот），这是由于他的笑容和柴郡猫非常相似。

## 外部連結
- 互联网电影数据库上柴郡猫的资料（英文）